# テレビ東京プロレス番組枠
テレビ東京プロレス番組枠（テレビとうきょうプロレスばんぐみわく）は、かつて東京12チャンネル→テレビ東京やテレビ東京系列局で放送されていたプロレス中継の一覧のこと。

## 歴史
各番組の歴史は、1968年11月に海外のプロレスを紹介する『プロレスアワー』を開始。直後の同年12月には日本女子プロレスの中継番組である『女子プロレス中継 世界選手権シリーズ』を初の女子プロレス中継番組として開始した。1969年にはフジテレビに次いで、全日本女子プロレスの試合を中継した。
その後『女子プロレス中継 世界選手権シリーズ』は低俗番組などと批判が寄せられたことや、「お色気系番組2本同時に放送するのは不要」として、上層部が月曜21時に放送されていたドラマ『プレイガール』の継続を決定したこともあり1970年3月で終了。残った『プロレスアワー』も女子プロレスの試合も扱うようになったが1971年6月で終了。1972年4月に再開も、同年9月に再度終了。東京12チャンネルはNETテレビ（現：テレビ朝日）が新日本プロレスのレギュラー中継（『ワールドプロレスリング』）を開始するまで、単発で新日本プロレス中継を行っていた。
1974年9月に、同年3月にTBSで打ち切られた国際プロレス中継番組であった『TWWAプロレス中継』を引き継ぐ形で、『ファイティングアワー』を開始。同年10月には『国際プロレスアワー』に改題された。『国際プロレスアワー』では『TWWAプロレス中継』では1試合しか放送されなかったデスマッチや女子プロレスも中継された。1979年には『ワールドプロレスリング』の裏番組としてタイトルマッチのみとした特番を実況生中継したり、1980年には大木金太郎が国際プロレスに入団の上、大木が日本プロレス崩壊後も保持していたインターナショナル・ヘビー級王座の日本における防衛戦も『NET日本プロレスリング中継』終了以来、約7年ぶりに中継するなどテコ入れを図ったが、当時は東京12チャンネルの系列局が1局もなく、それゆえに新日本プロレスや全日本プロレスといった後発2団体の前に国際プロレスの人気は下降し、放送時間を月曜20時から土曜20時に変更するも、東京12チャンネルは1981年3月を以って『国際プロレスアワー』のレギュラー放送を打ち切り、国際プロレス中継は特番枠へ移行し、特番枠における放送も同年9月に終了した。
テレビ東京へ局名変更後は、1984年に海外のプロレス団体の試合を放送する『世界のプロレス』を開始。1985年3月にいったんレギュラー放送を終了し、『月曜テレビジョン』で不定期放送となるが、1986年4月に再開したものの、1987年3月に終了したと同時にテレビ東京自社制作のレギュラー中継におけるプロレス中継番組は制作されなくなった。
その後はテレビ東京は一切制作に関与せずに、プロレス団体による番販（持ち込み）を行う方式を取り、プロレスリングZERO-ONEの中継番組『破壊王プロレスZERO-ONE』が2003年から2004年まで月1で、全日本プロレスの中継番組『プロレスLOVE 夜のシャイニング・インパクト』が2004年から2005年まで放送された。
2007年より2008年までハッスルを扱った『どハッスル!!』が放送されていたが、試合より企画を重視したバラエティ番組であった。
テレビ東京系列局であるテレビ大阪は、2009年3月に終了した日本テレビ『プロレスリング・ノア中継』の跡を継ぐ形で『ノアぷ〜』が2009年4月から7月まで放送された。
レギュラー放送枠がなくなった現在でも、ハッスルやDDTプロレスリングなどの試合を不定期に放送している。

## 放送されていた番組
- プロレスアワー（第1期、1968年11月30日 - 1971年6月）
- 女子プロレス中継 世界選手権シリーズ（1968年12月5日 - 1970年3月26日）
- プロレスアワー（第2期、1972年4月 - 1972年9月）
- ファイティングアワー→国際プロレスアワー（1974年9月23日 - 1981年3月28日）
- 世界のプロレス（第1期、1984年10月 - 1985年3月）
- 世界のプロレス（第2期、1986年4月 - 1987年3月）
- 破壊王プロレスZERO-ONE（2003年 - 2004年）
- プロレスLOVE 夜のシャイニング・インパクト（2004年4月 - 2005年3月）
- どハッスル!!（2007年10月6日 - 2008年3月29日）
- ノアぷ〜（テレビ大阪、2009年4月4日 - 2009年7月25日）

## 備考
『破壊王プロレスZERO-ONE』・『プロレスLOVE 夜のシャイニング・インパクト』・『ノアぷ〜』は、テレビ東京・テレビ大阪は試合中継収録を行わず、GAORAやFIGHTING TV サムライなどのCS局から映像提供を受けたうえで放送していた。
ハッスル中継に関しては、2007年から不定期で放送され、同年12月31日にはテレビ東京系列の大晦日特番として初めてゴールデンタイム（21:30 - 23:30）に放送された。